# Sanniki (gmina)
Pour les articles homonymes, voir Sanniki.
Sanniki est une gmina rurale (gmina wiejska) du powiat de Gostynin, dans la Voïvodie de Mazovie, dans le centre-est de la Pologne.
Son siège administratif est le village de Sanniki, qui se trouve à 29 kilomètres à l'est de Gostynin, siège de la powiat et 79 kilomètres à l'ouest de Varsovie, capitale de la Pologne.
La gmina couvre une superficie de 94,57 km2 pour une population de 6 542 habitants en 2006.

## Histoire
Au cours de la Seconde Guerre mondiale, de 1943 à 1945, la commune était appelée par les Allemands : Sannikau.
De 1975 à 1998, la gmina est attachée administrativement à la voïvodie de Płock. Depuis 1999, elle fait partie de la voïvodie de Mazovie.

## Géographie
La gmina inclut les villages et localités suivantes :
- Aleksandrów
- Brzezia
- Brzeziny
- Czyżew
- Działy
- Krubin
- Lasek
- Lubików
- Lwówek
- Mocarzewo
- Nowy Barcik
- Osmolin
- Osmólsk Górny
- Sanniki
- Sielce
- Staropol
- Stary Barcik
- Szkarada
- Wólka Niska
- Wólka Wysoka

### Gminy voisines
La gmina de Sanniki est voisine des gminy suivantes :
- Gąbin
- Iłów
- Kiernozia
- Pacyna
- Słubice

## Structure du terrain
D'après les données de 2002, la superficie de la commune de Sanniki est de 94,57 km², répartis comme tel :
- terres agricoles : 88 %
- forêts : 5 %

La commune représente 15,36 % de la superficie du powiat.

## Démographie
Données du 31 décembre 2012 :
| description        | Total  | Total | Femmes | Femmes | Hommes | Hommes |
| ------------------ | ------ | ----- | ------ | ------ | ------ | ------ |
| Unité              | Nombre | %     | Nombre | %      | Nombre | %      |
| population         | 6 350  | 100   | 3 290  | 51,8   | 3 060  | 48,2   |
| Densité (hab./km²) | 67,1   | 67,1  | 34,78  | 34,78  | 32,35  | 32,35  |